# Play Games
Play Games é o segundo álbum de estúdio da banda Dog Eat Dog, lançado a 2 de Julho de 1996.

## Faixas
1. "Bulletproof" - 3:13
2. "Isms"	- 3:11
3. "Hi-Lo" - 3:01
4. "Rocky" - 2:26
5. "Step Right In" - 3:50
6. "Rise Above" - 2:45
7. "Games" - 5:24
8. "Getting Live" - 3:13
9. "Buggin'" - 3:11
10. "Numb"	- 3:06
11. "Sore Loser" - 3:47